# Saint-Martin-de-Crau

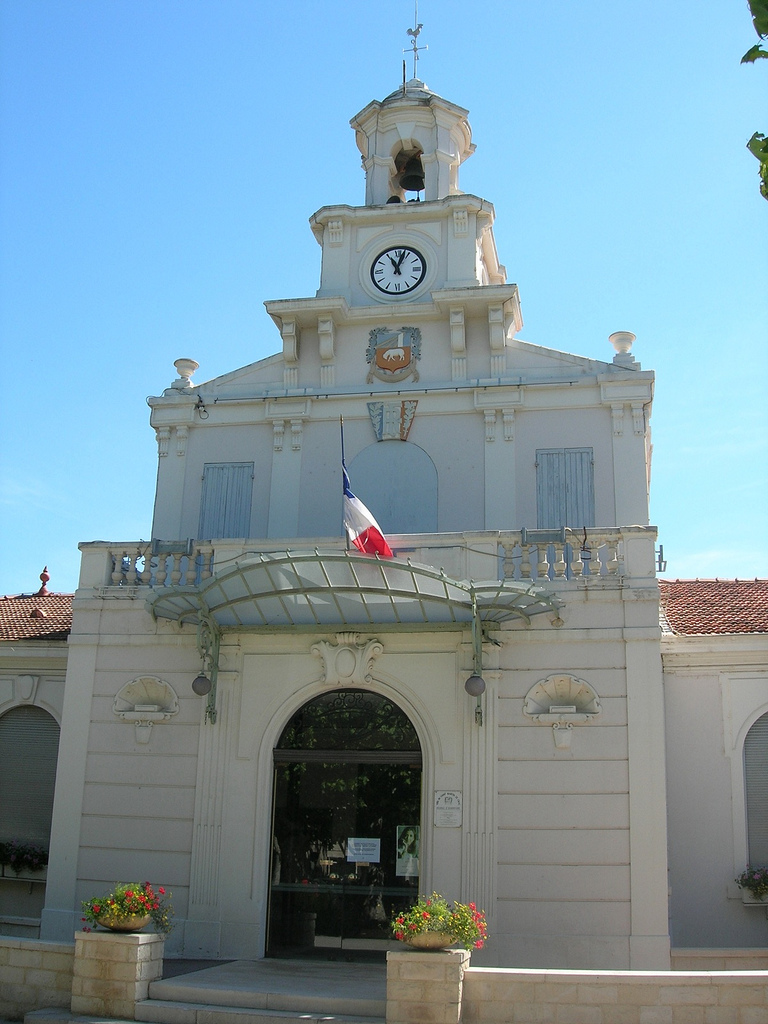
Rathaus von Saint-Martin

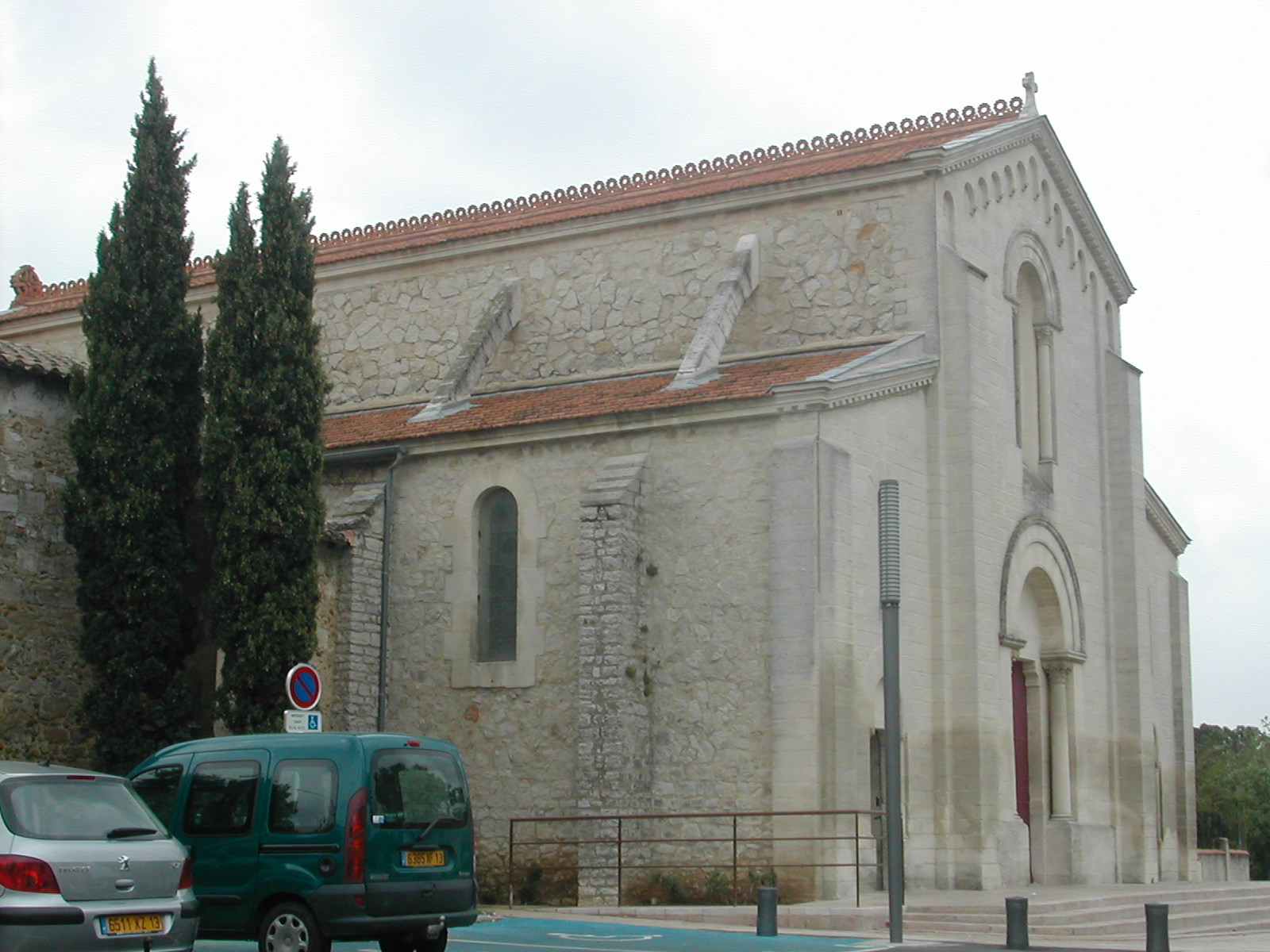
Kirche von Saint-Martin

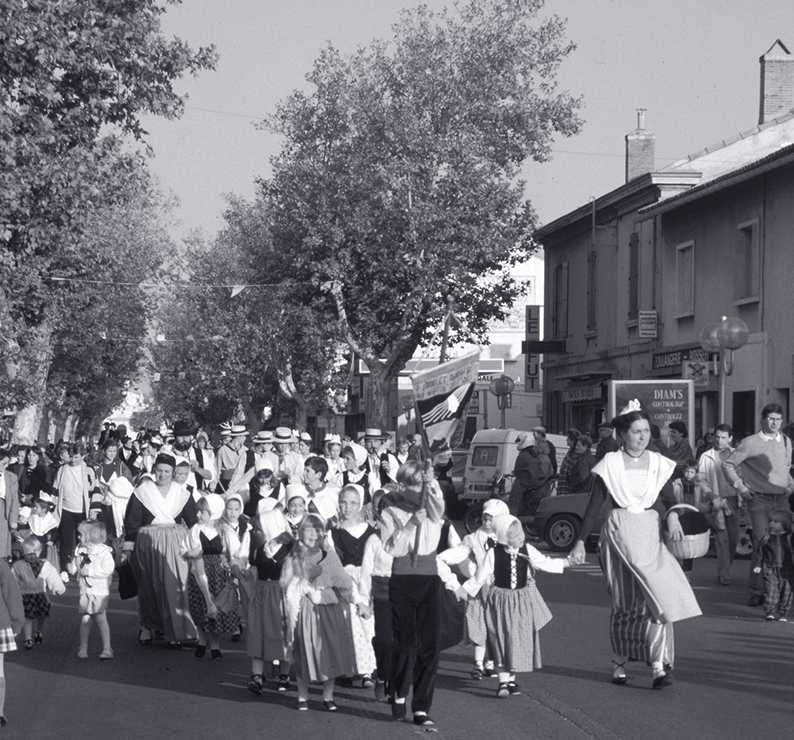
Festzug auf der Hauptstraße von Saint-Martin

Saint-Martin-de-Crau ist eine französische Gemeinde mit 13.962 Einwohnern (Stand 1. Januar 2022) im Département Bouches-du-Rhône (13) in der Region Provence-Alpes-Côte d’Azur. Sie gehört zum Arrondissement Arles und zum Kanton Salon-de-Provence-2.

## Geographie
Die Kleinstadt mit gut 13.000 Einwohnern liegt in der historischen Region Provence nahe der Camargue etwa 14 Kilometer östlich der Stadt Arles und 22 Kilometer westlich von Salon-de-Provence. Sie befindet sich im Zentrum des steppenähnlichen Gebiets der Crau und ist von Weiden und Feldern umgeben. Rund 3000 Hektar des „Parc Naturel Régional des Alpilles“ befinden sich auf der Markung von Saint Martin.
Während des Zweiten Weltkriegs befand sich bei Saint-Martin-de-Crau in den Jahren 1943/44 ein Feldflugplatz der deutschen Besatzungstruppen. Im September/Oktober 1943 lag hier die II. Gruppe des Kampfgeschwaders 76 und später von Februar bis August 1944 die 1. (Fernaufklärungs-)Staffel der Aufklärungsgruppe 33. Beide Luftwaffen-Verbände flogen die Junkers Ju 88.

## Wirtschaft und Infrastruktur

### Landwirtschaft
Das Gebiet der Crau ist stark landwirtschaftlich geprägt. Während im nördlichen Teil an den Hängen der Alpilles Oliven- und Weinbau dominieren, herrschen in den südlichen Ebenen vor allem die Viehzucht und die Schäferei vor.

### Industrie
Die in dem Vorort „La Dynamite“ gelegene Fabrik ist schon lange stillgelegt. Neuerdings haben sich flächenintensive Betriebe wie Speditionen niedergelassen, die wenige Arbeitsplätze bieten. Innerhalb von Saint-Martin-de-Crau gibt es zwar Geschäfte des täglichen Bedarfs, aber kaum Industrie. Deshalb sind die meisten Erwerbstätigen Pendler, die in Arles, Marseille oder in der Industrieregion um die Städte Istres, Martigues und Fos-sur-Mer Arbeit finden. Etliche Einwohner Saint-Martins stammen aus Lothringen, die im Zuge der Verlagerung der Stahlindustrie an die Küste hierher zogen, um im Stahlwerk Fos zu arbeiten.

### Tourismus
Der Fremdenverkehr nimmt, wie in der ganzen Crau, eine immer wichtigere Rolle ein. Das Gebiet der Crau ist aufgrund der hier zahlreich brütenden Vögel für Naturfreunde von Interesse, und die an Sehenswürdigkeiten reiche Umgebung mit den historischen Städten zieht immer mehr Touristen an. Daher hat sich die Anzahl der Privatquartiere und Campingmöglichkeiten in letzter Zeit deutlich erhöht. Unangenehm sind allerdings die im Hochsommer aufkommenden Schwärme von Mücken infolge der zahllosen in der Ebene vorhandenen Tümpel.
Saint-Martin-de-Crau ist als Zugangsstadt mit dem Regionalen Naturpark Alpilles assoziiert.

### Verkehrsverbindungen
Die Gemeinde ist über zwei Ausfahrten der französischen Autobahn A54 (Europastraße 80) mit den Städten Arles und Marseille verbunden. Am Ortsrand vorbei verläuft die TGV-Linie nach Marseille sowie eine Regionalbahn mit einem Bahnhof nahe dem Ort. Die nächstgelegenen internationalen Flughäfen befinden sich bei Avignon und Marseille.

## Bevölkerungsentwicklung
Zwischen 1968 und 1982 erfuhr der Ort einen sehr markanten Bevölkerungszuwachs, teils bedingt durch die Verlagerung der Stahlverhüttung von Lothringen nach Fos-sur-Mer.
| 1962 | 1968 | 1975 | 1982   | 1990   | 1999   | 2008   | 2017   |
| ---- | ---- | ---- | ------ | ------ | ------ | ------ | ------ |
| 3075 | 3257 | 5551 | 10.155 | 11.040 | 11.023 | 10.979 | 12.389 |

## Umweltorientierte Städtepartnerschaft
Vermittelt von Euronatur sind Markgröningen in Baden-Württemberg und Saint-Martin-de-Crau 1989 eine der ersten „umweltorientierten“ Städtepartnerschaften eingegangen. In beiden Kommunen gibt es große Naturschutzflächen. Außerdem war Markgröningen mit seinem Schäferlauf wie Saint-Martin mit seinem Schäferfest einst ein „Mekka“ der regionalen Schäfer. Die Stadtverwaltung Markgröningen hat für Ausflüge rund um die Partnerstadt einen „NatUrlaub“-Reiseführer herausgegeben.
Das in einer ehemaligen Schäferei in Saint-Martin untergebrachte Écomuseé in de la Crau dient auch der Koordination der Aktivitäten zum Schutz der Crau. Unterstützt von internationalen Naturschutz-Organisationen wie Euronatur schaffte es der regionale Umweltverband C.E.E.P., dass die Restbestände der Schottersteppe als „Reserve naturelle“ unter den Schutz der UNESCO gestellt wurden. Die Crau ist ein wichtiger Zwischenlandeplatz für viele Zugvögel und seltener Lebensraum für gefährdete Arten wie das Spießflughuhn, die Zwergtrappe, den Triel, den Rötelfalken oder die Perleidechse.